# یون اسلاویچ
یون اسلاویچ (رومانیایی: Ioan Slavici؛ ‏ تلفظ رومانیایی: [iˈo̯an ˈslavit͡ʃʲ]؛ ‏ ۱۸ ژانویهٔ ۱۸۴۸ – ۱۷ اوت ۱۹۲۵) نویسنده و روزنامه‌نگار اهل رومانی بود.
او که در رشتهٔ دانش نظری حقوق تحصیل کرده بود، مدتی به سبب مشکلات مالی در یک دفتر اسناد رسمی مجبور به کار شد. بعدها یون اسلاویچ و میهای امینسکو از پایه‌گذاران «جامعهٔ دانشگاهی ادبی-اجتماعی رومانی نوپا» شد.